# Алагоиньяс (микрорегион)

Алагоиньяс на карте.

Алагоиньяс (порт. Microrregião de Alagoinhas) — микрорегион в Бразилии, входит в штат Баия. Составная часть мезорегиона Северо-восток штата Баия. Население составляет 308 410 человек (на 2010 год). Площадь — 5868,295 км². Плотность населения — 52,56 чел./км².

## Демография
Согласно сведениям, собранным в ходе переписи 2010 г. Национальным институтом географии и статистики (IBGE), население микрорегиона составляет:						
| Полное население                             | Полное население                             | Полное население                             | Полное население                             | 308 410 |
| -------------------------------------------- | -------------------------------------------- | -------------------------------------------- | -------------------------------------------- | ------- |
| в том числе:                                 | Городское население                          | 208 142                                      | Процент городского населения, %              | 67,49   |
|                                              | Сельское население                           | 100 268                                      | Процент сельского населения, %               | 32,51   |
|                                              | Мужское население                            | 150 693                                      | Процент мужского населения, %                | 48,86   |
|                                              | Женское население                            | 157 717                                      | Процент женского населения, %                | 51,14   |
| Плотность населения, чел/км²                 | Плотность населения, чел/км²                 | Плотность населения, чел/км²                 | Плотность населения, чел/км²                 | 52,56   |
| Население микрорегиона в % к населению штата | Население микрорегиона в % к населению штата | Население микрорегиона в % к населению штата | Население микрорегиона в % к населению штата | 2,20    |

## Статистика
- Валовой внутренний продукт на 2003 год составляет 1 122 591 730,00 реалов (данные: Бразильский институт географии и статистики).
- Валовой внутренний продукт на душу населения на 2003 год составляет 3814,44 реалов (данные: Бразильский институт географии и статистики).
- Индекс развития человеческого потенциала на 2000 год составляет 0,648 (данные: Программа развития ООН).

## Состав микрорегиона
В составе микрорегиона включены следующие муниципалитеты:
1. Акажутиба
2. Алагоиньяс
3. Апора
4. Арамари
5. Арасас
6. Кризополис
7. Иньямбупи
8. Риу-Реал
9. Сатиру-Диас